# Centrolobium sclerophyllum
Centrolobium sclerophyllum é uma espécie de  planta do gênero Centrolobium e da família Fabaceae.
Centrolobium sclerophyllum pode ser diferenciado das demais espécies do gênero pela combinação de folíolos coriáceos e flores com cálice urceolado.

## Taxonomia
A espécie foi descrita em 1985 por Haroldo Cavalcante de Lima.

## Forma de vida
É uma espécie terrícola e arbórea.

## Uso
A planta contém diaril-heptanoides, alcaloides estudados para o tratamento de leishmaniose.

## Conservação
A espécie faz parte da Lista Vermelha das espécies ameaçadas do estado do Espírito Santo, no sudeste do Brasil. A lista foi publicada em 13 de junho de 2005 por intermédio do decreto estadual nº 1.499-R.

## Distribuição
A espécie é endêmica do Brasil e encontrada nos estados brasileiros de Bahia, Espírito Santo, Minas Gerais, Piauí e Rio de Janeiro.
A espécie é encontrada nos  domínios fitogeográficos de Caatinga, Cerrado e Mata Atlântica, em regiões com vegetação de caatinga, floresta estacional semidecidual e floresta ombrófila pluvial.